# Kő-hegyi menedékház
A Kő-hegyi menedékház vagy Czibulka János menedékház turistaház a Visegrádi-hegységben, Szentendre közelében. Az épület tulajdonosa a Pilisi Parkerdő Zrt.

## Történelem
A Visegrádi-hegység legdélibb tagján, a Kő-hegyen a Magyar Turista Egyesület Szentendrei Osztálya emelt menedékházat. A terveket Balázs Gyula építész (MTE tag) készítette, a telket Szentendre város tanácsa bocsátotta térítésmentesen rendelkezésre, míg az építést Drobilics István építőmester végezte térítésmentesen. Az elkészült menedékházat 1933. szeptember 23-án adtak át, és Czibulka Jánosról, az osztály addigra elhunyt alapítójáról és a ház megálmodójáról neveztek el. Az avatáskor egy emléktáblát is elhelyeztek Petőfi Sándor 1845-ös kő-hegyi látogatásának emlékére. A földszintes, terméskőből épült, eredetileg 10 (2x4+2) ágyas házat bővíthetőre tervezték, és a bővítésre az 1940-es években egy emelet ráépítésével sor is került, ekkor már a csepeli turisták révén.

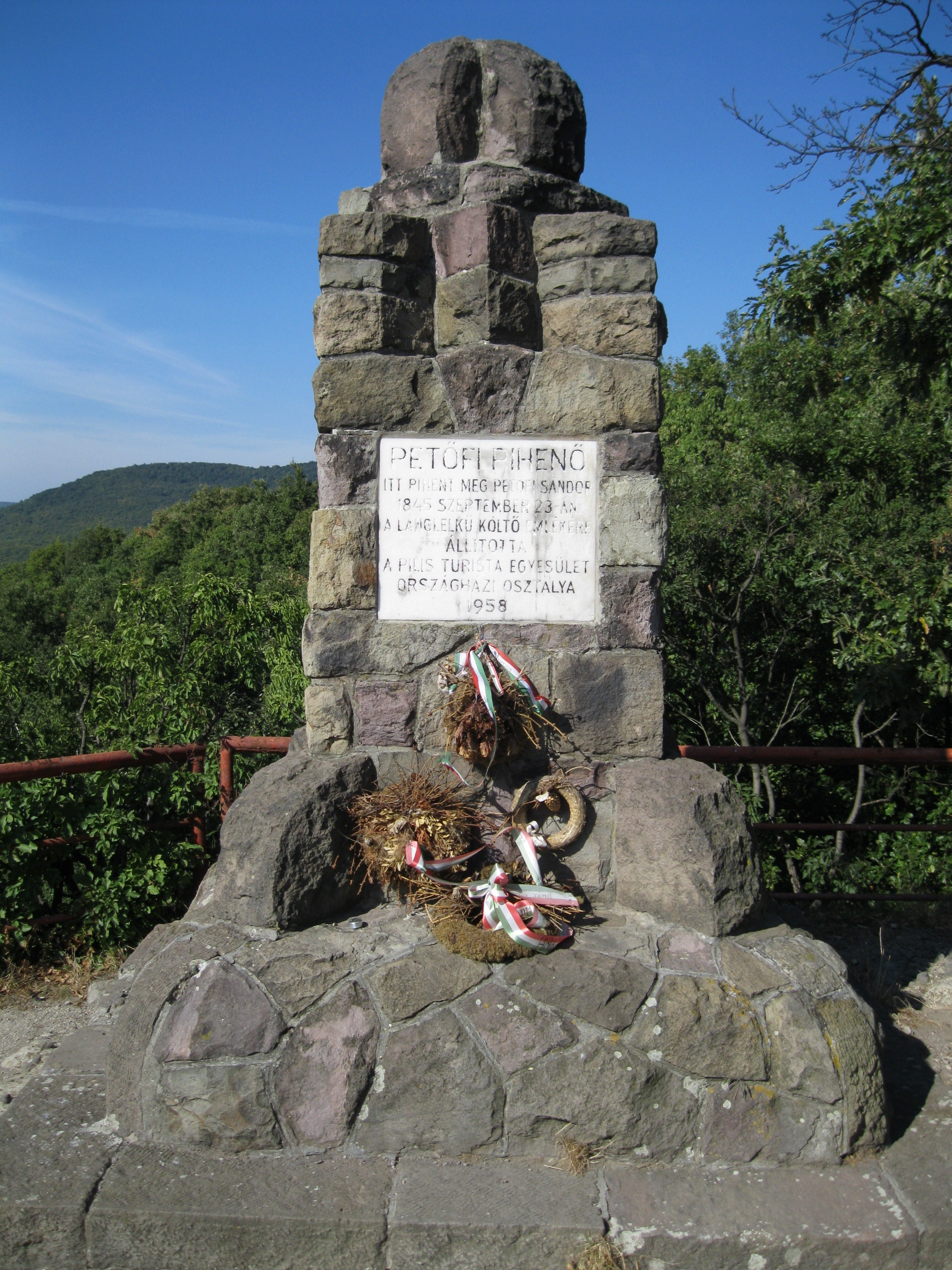
Petőfi-emlékmű a Kő-hegyen

1949-ben, a turistaegyesületek működésének ellehetetlenítése után a turistaházakat államosították; előbb a Turistaházakat Ellátó Vállalat, majd annak megszűnte után a vendéglátóipari vállalatok üzemeltették őket, de mindvégig állami tulajdonban maradtak. A Kő-hegyi menedékház üzemeltetője 1993 márciusa óta a HÓD Honismereti Túraegylet.
Az egyébként folyamatosan karbantartott menedékházat a kezelő Pilisi Parkerdő Zrt. 2014-ben felújította: lecserélték a teljes tetőszerkezetet, felújították az emeleti szobák hőszigetelését, a ház elektromos hálózatát, fűtési rendszerét és konyháját, emellett egy biológiai szennyvíztisztítót is kialakítottak. A házban vezetékes víz nincsen, a vízellátást az esővíz összegyűjtésével biztosítják.

## Közlekedés
A házhoz aszfaltozott út nem vezet.

## Turizmus
A turistaház 4 (4 és 8 fős, emeletes ágyakkal berendezett) szobában 24 főnek biztosít szállást. A nyári időszakban sátorhelyek is bérelhetők vizesblokk használattal. A házban hideg-meleg büfé működik, betérő vendégek számára is (a hétfői és keddi szünnapon csak előzetes bejelentkezéssel); a szállóvendégek teljes ellátást is igényelhetnek.